# Sting - Aranha Assassina
Sting (bra/prt: Sting - Aranha Assassina) é um filme australo-estadunidense de 2024, do gênero terror, com roteiro e direção de Kiah Roache-Turner, e estrelado por Ryan Corr, Alyla Browne, Penelope Mitchell e Jermaine Fowler.

## Sinopse
O filme conta a história de uma menina que, após criar uma aranha como animal de estimação e colocá-la em um frasco, deve lutar pela existência da família e dos animais da vizinhança.

## Elenco
- Ryan Corr como Ethan
- Alyla Browne como Charlotte
- Penelope Mitchell como Heather
- Robyn Nevin como Gunter
- Noni Hazelhurst como Helga
- Silvia Colloca como Maria
- Danny Kim como Erik
- Jermaine Fowler como Frank
- Tony Black como Oficial Miller
- Jett Berry e Kade Berry como Bebê Liam
- Lee Perry como o narrador do documentário

## Recepção

### Resposta da crítica
No site agregador de críticas Rotten Tomatoes, 71% das 96 resenhas dos críticos são positivas, com uma classificação média de 6/10. O consenso do site diz: "Sting deve satisfazer os fãs de terror com vontade de ver uma criatura, mesmo que os resultados finais provavelmente não permaneçam na memória." O Metacritic, que usa uma média ponderada, atribuiu ao filme uma pontuação de 57 em 100, baseado em 16 críticos, indicando críticas "mistas ou médias".